# Серебряков Валентин Валентинович
Валенти́н Валенти́нович Серебряко́в (11 червня 1952, Антонівка, Черкаська область) — український орнітолог, доктор біологічних наук, професор.

## Біографія
- 1974 — Закінчив з відзнакою біологічний факультет Київського національного університету
- 1978 — заочну аспірантуру Інституту зоології АН УРСР
- 1974 — інженер лабораторії біоніки
- 1974—1982 — асистент
- 1980 — захистив кандидатську дисертацію
- 1982—1983 — старший викладач
- 1982—1987 — заступник декана біологічного факультету КНУ
- 1983—1985 — доцент кафедри зоології хребетних КНУ
- 1985—2002 — доцент кафедри зоології
- 2002 — захистив докторську дисертацію
- 2002—2016 — професор, завідувач кафедри зоології КНУ
- 2023 — професор кафедри екології, природничих та математичних наук Вінницької академії безперервної освіти.

## Наукові доробки і здобутки
Тема кандидатської дисертації — « Деякі фенологічні закономірності осінньої міргації птахів на території Української РСР» (1980). Тема докторської дисертації — «Екологічні закономірності міграції птахів в просторі та часі» (2002). Наукові дослідження проводить в галузі вивчення орнітофауни та екології птахів України. Вперше в Україні організовував діючу мережу орнітофенологічних спостережень (1975), укладає повний список видів птахів України, окреслює їх ареали та складає фенологічні карти міграцій, започатковує та проводить всеукраїнські обліки птахів.
Відкрив правило фенологічної варіації термінів міграції птахів, запропонував гіпотезу впливу зміни балансу ендо- та екзогенних факторів на міграцію птахів. Активною роботою сприяв вступу України до Міжнародного бюро вивчення водно-болотних птахів і угідь (IWRB, 1992; з 1995 — Wetlands International) та приєднання до Рамсарської конвенції (1996). Представляв Україну у найвищих керівних органах Wetlands International (1992, 1995, 2002, 2004), Рамсарської (1993, 1999, 2002, 2005, 2008) та Бонської (1999) конвенцій. Член Міжнародного орнітологічного комітету (1994), член Технічного комітету Міжн. договору AEWA (1999—2005), де представляє інтереси країн східної Європи. Президент Товариства охорони та вивчення птахів (1993) та Українського орнітологічного товариства (1999). Двічі Соросівський доцент (1995, 1997).
Має 233 наук. праці, з них — 18 монографій та підручників. Співавтор підручника для загальноосвітніх шкіл «Зоологія» (7 кл.), перекладеного російською, румунською та угорською мовами. Підручник також був надрукований для слабозрячих та шрифтом Брайля для сліпих дітей. У 2008 співавтор підруч. «Біологія» (8 кл., перекладений 5 мовами).

## Основні праці
- The EBCC Atlas of European Breeding Birds. — London: T & A D POYSER, 1997 (у співавт.)
- Екологія. Охорона природи. К, 2002. (у співавт.)
- Зоологія: Підруч. для учнів 7-го класу середньої загальноосвітньої школи. К, 1996. (у співавт.)
- Біологія: Підручн. для 8 кл. загальноосвт. навч. закладів. К, 2008. (у співавт.)